# Psychotria tepuiensis
Psychotria tepuiensis là một loài thực vật có hoa trong họ Thiến thảo. Loài này được (Steyerm.) Steyerm. miêu tả khoa học đầu tiên năm 1972.